# Copa Billie Jean King de 2020-21
A Copa Billie Jean King de 2020-21 foi a 58ª edição do mais importante torneio entre países do tênis feminino.
A pandemia de COVID-19 gerou muitos transtornos, como:
- A interrupção em 2020, obrigando a conclusão em 2021, tornando-se a edição de 2020-21;[1]
- Sede das Finais (grupos): o acordo para 2020 era para as quadras de saibro cobertas em Budapeste.[2] Com o adiamento, ele não se manteve.[3] A ITF acertou, então, com Praga, em quadras duras cobertas, no ano seguinte;[4]
- A data das Finais (grupos): a ITF inovou, e decidiu o encerrar o evento muito antes, comparado ao anos anteriores - no mês de abril, em vez do final da temporada. Isso se acontecesse em 2020. Sendo em 2021, foi em novembro.

O nome de Fed Cup foi substituído neste biênio. Na prática, as fases disputadas em 2020 são Fed Cup, enquanto que a jogada em 2021 (as Finais e os Play-offs) marcou a estreia da Copa Billie Jean King.
O formato de disputa também foi alterado, próximo ao da Copa Davis, que o apresentou um ano antes. Os grupos mundiais foram trocados pelo ciclo das Finais. A novidade é que a fase principal dele aconteceria em sede única, com número pré-definido de equipes, algo que remete, em algum ponto, ao praticado pela antiga Federation Cup (1963-1994).

## Finais

### Qualificatório
As equipes vencedoras se classificam para a fase de grupos, que ocorreu em novembro de 2021. As perdedoras jogam a repescagem na mesma data, mas para ascender ao qualificatório ou serem rebaixadas ao zonal do ano seguinte.
Datas: 7 e 8 de fevereiro de 2020.
| Cidade        | Piso             | C | Equipe mandante | C | Equipe visitante | Resultado |
| ------------- | ---------------- | - | --------------- | - | ---------------- | --------- |
| Everett       | duro (coberto)   | 1 | Estados Unidos  |   | Letónia          | 3–2       |
| Haia          | saibro (coberto) |   | Países Baixos   | 2 | Bielorrússia     | 2–3       |
| Cluj-Napoca   | duro (coberto)   | 3 | Roménia         |   | Rússia           | 2–3       |
| Florianópolis | saibro           |   | Brasil          | 4 | Alemanha         | 0–4       |
| Cartagena     | saibro           | 5 | Espanha         |   | Japão            | 3–1       |
| Bienna        | duro (coberto)   | 6 | Suíça           |   | Canadá           | 3–1       |
| Kortrijk      | duro (coberto)   | 7 | Bélgica         |   | Cazaquistão      | 3–1       |
| Bratislava    | saibro (coberto) |   | Eslováquia      | 8 | Grã-Bretanha     | 3–1       |

### Fase de grupos
Doze equipes disputam o troféu em Praga, dividas em três grupos. Classificam-se para as semifinais a líder de cada grupo e a melhor segunda colocada.
Datas: 1 a 6 de novembro de 2021
| Equipes participantes | Equipes participantes         | Equipes participantes | Equipes participantes        | Equipes participantes | Equipes participantes |
| --------------------- | ----------------------------- | --------------------- | ---------------------------- | --------------------- | --------------------- |
| Alemanha [Q]          | Austrália (finalista de 2019) | Bélgica [Q]           | Bielorrússia [Q]             | Canadá (WC)           | Chéquia (país-sede)   |
| Eslováquia [Q]        | Espanha [Q]                   | Estados Unidos [Q]    | França (defensora do título) | FTR [Q]               | Suíça [Q]             |

Estes foram os confrontos da fase eliminatória das Finais:
|  | Semifinal      | Semifinal |               |   | Final | Final |
|  |                |           |               |   |       |       |
|  | 5 de novembro  |           |               |   |       |       |
|  |                |           |               |   |       |       |
|  | FTR            | 2         |               |   |       |       |
|  | FTR            | 2         | 6 de novembro |   |       |       |
|  | Estados Unidos | 1         |               |   |       |       |
|  | Estados Unidos | 1         | FTR           | 2 |       |       |
|  | 5 de novembro  |           | FTR           | 2 |       |       |
|  |                | Suíça     | 0             |   |       |       |
|  | Austrália      | Suíça     | 0             | 0 |       |       |
|  | Austrália      |           |               | 0 |       |       |
|  | Suíça          | 2         |               |   |       |       |
|  | Suíça          | 2         |               |   |       |       |

## Play-offs
Fase em que se enfrentam as equipes derrotadas do Qualificatório e as promovidas dos zonais para definir suas posições na próxima edição. As vencedoras jogam o qualificatório para as Finais, e as derrotadas voltam aos zonais, ambas na edição de 2022.
Datas: 16 a 17 de abril de 2021.
| Cidade           | Piso             | Equipe mandante | Equipe visitante | Resultado |
| ---------------- | ---------------- | --------------- | ---------------- | --------- |
| Bytom            | duro (coberto)   | Polónia         | Brasil           | 3–2       |
| Londres          | duro             | Grã-Bretanha    | México           | 3–1       |
| Kraljevo         | duro (coberto)   | Sérvia          | Canadá           | 0–4       |
| Jūrmala          | duro (coberto)   | Letónia         | Índia            | 3–1       |
| Chornomorsk      | saibro           | Ucrânia         | Japão            | 4–0       |
| Cluj-Napoca      | duro (coberto)   | Roménia         | Itália           | 1–3       |
| Córdoba          | saibro           | Argentina       | Cazaquistão      | 3–2       |
| 's-Hertogenbosch | saibro (coberto) | Países Baixos   | China            | 3–2       |

## Zonal das Américas
Os jogos de cada grupo acontecem ao longo de uma semana em sede única, previamente definida.

### Grupo I
a) Round robin: todas contra todas em seus grupos (2);
b) Eliminatórias: primeira colocada de um grupo contra segunda de outro, e vice-versa (as vencedoras se classificam para os play-offs); última colocada do grupo com 3 equipes contra penúltima do grupo com 4 (a perdedora e a última colocada do grupo com 4 equipes sao rebaixadas para o grupo II do zonal).
Datas: 5 a 8 de fevereiro de 2020.
Repescagem de promoção
| Cidade   | Piso   | Equipe 1  | Equipe 2 | Resultado |
| -------- | ------ | --------- | -------- | --------- |
| Santiago | saibro | Paraguai  | México   | 1–2       |
| Santiago | saibro | Argentina | Colômbia | 2–0       |

- Argentina e  México disputarão os play-offs.
- Peru e  Venezuela foram rebaixadas e disputarão o Grupo II na próxima temporada.

### Grupo II
a) Round robin: todas contra todas em seus grupos (2 por evento);
b) Eliminatórias: primeira colocada contra primeira. As vencedoras de cada evento são promovidas para o grupo I do zonal.
Datas: 27 a 30 de outubro (La Paz) e 23 a 26 de junho (Cidade do Panamá) de 2021.
Repescagem de promoção
| Cidade                      | Piso   | Equipe 1  | Equipe 2 | Resultado |
| --------------------------- | ------ | --------- | -------- | --------- |
| La Paz (Evento A)           | saibro | Guatemala | Bolívia  | 2–0       |
| Cidade do Panamá (Evento B) | saibro | Equador   | Uruguai  | 2–0       |

- Equador e  Guatemala foram promovidas e disputarão o Grupo I na próxima temporada.

## Zonal da Ásia e Oceania
Os jogos de cada grupo acontecem ao longo de uma semana em sede única, previamente definida.

### Grupo I
a) Round robin: todas contra todas no grupo, e os dois primeiros se classificam para os play-offs;
b) Eliminatórias: não houve.
Datas: 3 a 7 de março de 2020.
Repescagem de promoção
| Cidade | Piso | Equipe 1        | Equipe 2        | Resultado       |
| ------ | ---- | --------------- | --------------- | --------------- |
| Dubai  | duro | não houve final | não houve final | não houve final |

- China e  Índia disputarão os play-offs.
- Taipé Chinesa e  Uzbequistão foram rebaixadas e disputarão o Grupo II na próxima temporada.

### Grupo II
a) Round robin: todas contra todas em seus grupos (2 por evento);
b) Eliminatórias: primeira colocada contra primeira colocada de cada evento é promovida ao grupo II do zonal. Há ainda duelos entre grupos (segunda contra segunda, terceira contra terceira, e assim por diante) para definir classificação final do zonal.
Datas: 4 a 8 de fevereiro de 2020 (Wellington) e 2022 (Kuala Lumpur).
Repescagem de promoção
| Cidade                  | Piso   | Equipe 1               | Equipe 2               | Resultado              |
| ----------------------- | ------ | ---------------------- | ---------------------- | ---------------------- |
| Kuala Lumpur (Evento A) | saibro | O evento foi cancelado | O evento foi cancelado | O evento foi cancelado |
| Wellington (Evento B)   | duro   | Nova Zelândia          | Filipinas              | 2–1                    |

- Nova Zelândia foi promovida e disputará o Grupo I na próxima temporada.

## Zonal da Europa e África
Os jogos de cada grupo acontecem ao longo de uma semana em sede única, previamente definida.

### Grupo I
a) Round robin: todas contra todas em seus grupos (4);
b) Eliminatórias: em cada local, primeiras colocadas contra primeiras (as vencedoras se classificam para os play-offs) e últimas contra últimas (as perdedoras são rebaixadas para o grupo II do zonal).
Datas: 5 a 8 de fevereiro de 2020.
Repescagem de promoção
| Cidade                      | Piso           | Equipe 1 | Equipe 2  | Resultado |
| --------------------------- | -------------- | -------- | --------- | --------- |
| Tallinn (Evento A)          | duro (coberto) | Ucrânia  | Estónia   | 2–1       |
| Tallinn (Evento A)          | duro (coberto) | Croácia  | Itália    | 0–2       |
| Esch-sur-Alzette (Evento B) | duro (coberto) | Sérvia   | Eslovénia | 2–1       |
| Esch-sur-Alzette (Evento B) | duro (coberto) | Polónia  | Suécia    | 2–0       |

- Croácia,  Itália,  Polónia e  Ucrânia disputarão os play-offs.
- Grécia e  Luxemburgo  foram rebaixadas e disputarão o Grupo II na próxima temporada.

### Grupo II
a) Round robin: todas contra todas em seus grupos (2);
b) Eliminatórias: primeira de um grupo contra segunda de outro, e vice-versa (as vencedoras são promovidas para o grupo I do zonal); e penúltima do grupo contra última de outro, e vice-versa (as perdedoras são rebaixadas para o grupo III do zonal).
Datas: 4 a 7 de fevereiro de 2020.
Repescagem de promoção
| Cidade    | Piso           | Equipe 1  | Equipe 2  | Resultado |
| --------- | -------------- | --------- | --------- | --------- |
| Helsinque | duro (coberto) | Geórgia   | Finlândia | 2–1       |
| Helsinque | duro (coberto) | Dinamarca | Tunísia   | 2–1       |

- Dinamarca e  Geórgia foram promovidas e disputarão o Grupo I na próxima temporada.
- Moldávia e  Portugal foram rebaixadas e disputarão o Grupo III na próxima temporada.

### Grupo III
a) Round robin: todas contra todas em seus grupos (4);
b) Eliminatórias: formato a definir.
Datas: 15 a 19 de junho de 2021.
Repescagem de promoção
| Cidade  | Piso           | Equipe 1 | Equipe 2             | Resultado |
| ------- | -------------- | -------- | -------------------- | --------- |
| Vilnius | duro (coberto) | Noruega  | Bósnia e Herzegovina | 2–0       |
| Vilnius | duro (coberto) | Malta    | Lituânia             | 0–2       |

- Malta e  Lituânia foram promovidas e disputarão o Grupo II na próxima temporada.